# Cantón de Eymet
El cantón de Eymet era una división administrativa francesa, que estaba situada en el departamento de Dordoña y la región de Aquitania.

## Composición
El cantón estaba formado por once comunas:
- Eymet
- Fonroque
- Razac-d'Eymet
- Sadillac
- Saint-Aubin-de-Cadelech
- Saint-Capraise-d'Eymet
- Sainte-Eulalie-d'Eymet
- Sainte-Innocence
- Saint-Julien-d'Eymet
- Serres-et-Montguyard
- Singleyrac

## Supresión del cantón de Eymet
En aplicación del Decreto n.º 2014-218 de 21 de febrero de 2014, el cantón de Eymet fue suprimido el 22 de marzo de 2015 y sus 11 comunas pasaron a formar parte del nuevo cantón de Sur de Bergerac.